# Diócesis de Gaborone
La diócesis de Gaborone (en latín: Dioecesis Gaboronen(sis) y en inglés: Roman Catholic Diocese of Gaborone) es una circunscripción eclesiástica latina de la Iglesia católica en Botsuana, sufragánea de la arquidiócesis de Pretoria. La diócesis tiene al obispo Anthony Pascal Rebello, S.V.D. como su ordinario desde el 5 de julio de 2021. 

## Territorio y organización
La diócesis tiene 127 375 km² y extiende su jurisdicción sobre los fieles católicos de rito latino residentes en los distritos de: Kgalagadi, Kgatleng, Kweneng, Sudeste y Sur.
La sede de la diócesis se encuentra en la ciudad de Gaborone, en donde se halla la Catedral de Cristo Rey.
En 2019 en la diócesis existían 27 parroquias.

## Historia
La prefectura apostólica de Bechuanalandia fue erigida el 2 de abril de 1959 con la bula Cum Venerabiles Fratres del papa Juan XXIII, obteniendo el territorio de las diócesis de Bulawayo (hoy arquidiócesis de Bulawayo) y Kimberley y del vicariato apostólico de Windhoek (hoy arquidiócesis de Windhoek). Originalmente la prefectura apostólica se extendía por todo el territorio del Protectorado de Bechuanalandia.
El 5 de agosto de 1966, en virtud de la bula Ecclesiae sanctae del papa Pablo VI, la prefectura apostólica fue elevada a diócesis y asumió el nombre de diócesis de Gaberones. Originalmente era sufragánea de la arquidiócesis de Bloemfontein.
El 7 de abril de 1970 tomó su nombre actual.
El 27 de junio de 1998 cedió una parte de su territorio para la erección del vicariato apostólico de Francistown (hoy diócesis de Francistown) mediante la bula Ad aptius del papa Juan Pablo II.
El 5 de junio de 2007 pasó a formar parte de la provincia eclesiástica de Pretoria.

## Estadísticas
De acuerdo al Anuario Pontificio 2020 la diócesis tenía a fines de 2019 un total de 90 000 fieles bautizados.
| Año                                                                             | Población            | Población | Población      | Sacerdotes | Sacerdotes    | Sacerdotes    | Bautizados por sacerdote | Diáconos permanentes | Religiosos | Religiosos | Parroquias |
| Año                                                                             | Bautizados católicos | Total     | % de católicos | Total      | Clero secular | Clero regular | Bautizados por sacerdote | Diáconos permanentes | Varones    | Mujeres    | Parroquias |
| ------------------------------------------------------------------------------- | -------------------- | --------- | -------------- | ---------- | ------------- | ------------- | ------------------------ | -------------------- | ---------- | ---------- | ---------- |
| 1970                                                                            | 16 879               | 611 000   | 2.8            | 24         | 2             | 22            | 703                      |                      | 24         | 26         |            |
| 1978                                                                            | 29 199               | 793 000   | 3.7            | 24         | 3             | 21            | 1216                     |                      | 23         | 53         |            |
| 1990                                                                            | 45 826               | 1 100 000 | 4.2            | 26         | 3             | 23            | 1762                     | 1                    | 34         | 51         | 26         |
| 1999                                                                            | 59 325               | 700 000   | 8.5            | 25         | 4             | 21            | 2373                     | 1                    | 23         | 27         | 17         |
| 2000                                                                            | 60 134               | 703 000   | 8.6            | 24         | 4             | 20            | 2505                     | 1                    | 22         | 32         | 17         |
| 2001                                                                            | 60 893               | 719 000   | 8.5            | 27         | 6             | 21            | 2255                     | 1                    | 23         | 46         | 18         |
| 2002                                                                            | 61 675               | 875 900   | 7.0            | 30         | 10            | 20            | 2055                     | 1                    | 23         | 50         | 18         |
| 2003                                                                            | 62 497               | 957 100   | 6.5            | 30         | 7             | 23            | 2083                     | 1                    | 25         | 39         | 17         |
| 2004                                                                            | 63 257               | 904 900   | 7.0            | 31         | 6             | 25            | 2040                     | 1                    | 27         | 44         | 18         |
| 2006                                                                            | 63 926               | 1 003 645 | 6.4            | 31         | 11            | 20            | 2062                     | 5                    | 22         | 53         | 20         |
| 2007                                                                            | 64 618               | 1 033 754 | 6.2            | 37         | 12            | 25            | 1746                     |                      | 27         | 50         | 20         |
| 2010                                                                            | 32 459               | 1 104 000 | 2.9            | 41         | 10            | 31            | 791                      | 6                    | 37         | 51         | 23         |
| 2013                                                                            | 85 700               | 1 231 000 | 7.0            | 47         | 15            | 32            | 1823                     | 4                    | 33         | 56         | 23         |
| 2016                                                                            | 90 238               | 1 105 965 | 8.2            | 44         | 13            | 31            | 2050                     | 4                    | 33         | 48         | 25         |
| 2019                                                                            | 90 000               | 1 263 000 | 7.1            | 46         | 21            | 25            | 1956                     | 3                    | 26         | 56         | 27         |
| Fuente: Catholic-Hierarchy, que a su vez toma los datos del Anuario Pontificio. |                      |           |                |            |               |               |                          |                      |            |            |            |

## Episcopologio
- Urban Charles Joseph Murphy, C.P. † (24 de abril de 1959-28 de febrero de 1981 falleció)
- Boniface Tshosa Setlalekgosi † (30 de noviembre de 1981-5 de febrero de 2009 retirado)
- Valentine Tsamma Seane (5 de febrero de 2009-9 de agosto de 2017 renunció)
- Franklyn Nubuasah, S.V.D., desde el 6 de junio de 2019[5]